# 特瓦迪察岩
62°24′39″S 59°52′06″W / 62.41083°S 59.86833°W
特瓦迪察岩（Tvarditsa Rocks），是南極洲的岩石，位於南設得蘭群島的格林尼治島北岸，處於翁格利島東北面1.9公里、斯托克島西南面1.3公里和謝拉島以西2.6公里，以保加利亞東南部城鎮命名，現時由南極條約體系管理。